# Національний банк Ефіопії
Національний банк Ефіопії (амх. የኢትዮጵያ ብሔራዊ ባንክ, англ. National Bank of Ethiopia) — центральний банк Ефіопії.

## Історія
16 лютого 1906 року відкритий перший банк на території Ефіопії — Банк Абісинії, що працював під контролем Національного банку Єгипту. Банк отримав на 50 років право випуску банкнот, що розмінювалися на золоті і срібні монети. Випуск банкнот було розпочато в 1914 році.
29 серпня 1931 року банк перетворений в Банк Ефіопії, 60% капіталу банку належало уряду Ефіопії. За банком було збережено право випуску банкнот.
Після включення Ефіопії до складу Італійської Східної Африки філії Банку Ефіопії були перетворені у філії італійських бинков: Банка Італії, Банка Риму, Банку Неаполя, Національного банку праці.
У 1941 році в Аддис-Абебі для забезпечення британських військ і емісії східноафриканського шилінга відкрито відділення Барклайз банку. У 1943 році воно було закрите.
В серпні 1942 року заснований Державний банк Ефіопії, що почав операції 15 квітня 1943 року. У 1945 році банк отримав виняткове право емісії банкнот і монет.
1963 року заснований державний Національний банк Ефіопії, що почав операції 1 січня 1964 року.